# مزرعة غاومهر
مزرعة غاومهر (بالإنجليزية: Mazraeh-ye Gavmehr)‏ هي مستوطنة تقع في قسم زرنة الريفي (مقاطعة إيوان) في إيران.